# Juan Antonio Soto y Aguilar
Juan Antonio Soto y Aguilar Rioseco (Linares, 1783 - Santiago, 1822). Hijo de Bernardo de Soto y Aguilar Roa y Petronila Rioseco Espinoza. Fue ordenado presbítero en 1798, licenciado en Teología, fue defensor de la causa realista.

## Actividades Públicas
- Miembro de la Junta Gubernativa del Reino (1811).
- Diputado por Cauquenes, al primer Congreso Nacional de 1811.
- Regente de la parroquia de Quirihue (1818).
- Párroco de La Florida (1821).